# Walter Kohler senior

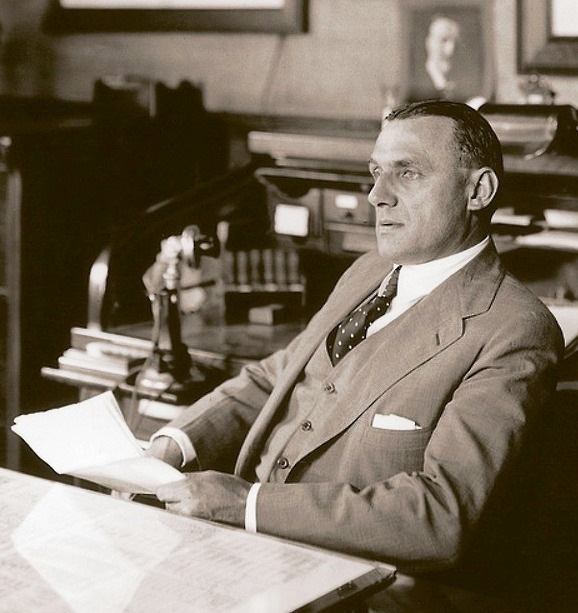
Walter Kohler senior (1905)

Walter Jodok Kohler (* 3. März 1875 in Sheboygan, Wisconsin; † 21. April 1940) war ein US-amerikanischer Industrieller und Politiker österreichischer Abstammung und bekleidete von 1929 bis 1931 das Amt des 26. Gouverneurs des Bundesstaates Wisconsin.

## Frühe Jahre
Kohler war der Sohn österreichischer Einwanderer. Sein Vater John Michael Kohler war 1873 der Gründer der Kohlerwerke (Kohler Company). Das Unternehmen stellte Industriegüter wie Kacheln, Möbel, Maschinen, Generatoren und Wasserleitungen her. Die Kohlerwerke entwickelten sich zu einer der wichtigsten Industrieanlagen von Wisconsin.
Im Alter von 15 Jahren verließ der junge Walter Kohler die Schule, um in der Firma seines Vaters zu arbeiten. Im Lauf der Jahre arbeitete er sich nach oben und übernahm, nach dem Tod des Vaters im Jahr 1900, die Firmenleitung. Diese teilte er sich zunächst noch mit seinen Brüdern Carl und Robert, aber nach dem Tode von Robert war er von 1905 bis 1937 alleiniger Firmenchef.
Danach wirkte er bis zu seinem Tod als Aufsichtsratsvorsitzender. Unter seiner Leitung expandierte die Firma stetig. Kohler war aber auch an anderen Geschäften wie beispielsweise einer Bank in Sheboygan beteiligt und war im Aufsichtsrat mehrerer anderer Unternehmen.

Das Wälderhaus in Kohler Village

## Kohler Village
Zwei Jahre vor seinem Tod kaufte der Vater John Michael Kohler Gelände westlich von Sheboygan auf und schuf dort die neuen Produktionsanlagen der Kohler Company. 1912 entschloss sich Walter Kohler,
einen architektonischen Mischmasch vor seinen Firmentoren zu verhindern und auf der Westseite der Werksanlagen eine gut geplante und attraktive industrielle Modellstadt für die Kohler-Mitarbeiter – Kohler Village genannt (Landkarte: ⊙) – entstehen zu lassen.
1916 erhielt der deutschstämmige Architekt und Stadtplaner Werner Hegemann (1881–1936) den Auftrag für die Konzeption und den Bau der in den Medien sehr beachteten Siedlung.
1929 ließ Kohler durch den aus dem Bregenzerwald stammenden Architekten Kaspar Albrecht am Rand der Modellsiedlung das sogenannte Wälderhaus, eine Kopie des Elternhauses von John M. Kohler in Schnepfau (Vorarlberg) errichten.

## Politik

### Politischer Aufstieg
Neben seiner geschäftlichen Karriere schlug Kohler auch eine politische Laufbahn ein. Er war Mitglied der Republikanischen Partei und im Jahr 1916 einer der Wahlmänner bei der Präsidentschaftswahl. Zwischen 1918 und 1924 saß er im Verwaltungsrat der University of Wisconsin. Im Jahr 1928 wurde er zum neuen Gouverneur seines Staates gewählt.

### Gouverneur von Wisconsin
Kohler trat sein neues Amt am 7. Januar 1929 an. In seine zweijährige Amtszeit fiel der Beginn der Weltwirtschaftskrise, die sich auch auf Wisconsin auswirken sollte. Unabhängig davon reorganisierte Kohler die Staatsverwaltung, wobei er mit der Schaffung vieler neuer Abteilungen und Ministerien die Bürokratie noch vergrößerte. Damals wurde die Straßenbehörde des Staates erheblich ausgeweitet, was eine Folge des gestiegenen Verkehrsaufkommens war. In Wisconsin wurde in jenen Jahren der Acht-Stunden-Tag für den öffentlichen Dienst eingeführt. Aufgrund seiner Herkunft war Kohler eher arbeitgeberfreundlich eingestellt, was ihm die Kritik der Gewerkschaften und der politischen Opposition einbrachte. Im Jahr 1930 verlor er bereits in den Gouverneursvorwahlen gegen Philip La Follette. Dadurch wurde er von seiner Partei nicht wieder nominiert. Somit endete seine Amtszeit am 5. Januar 1931.

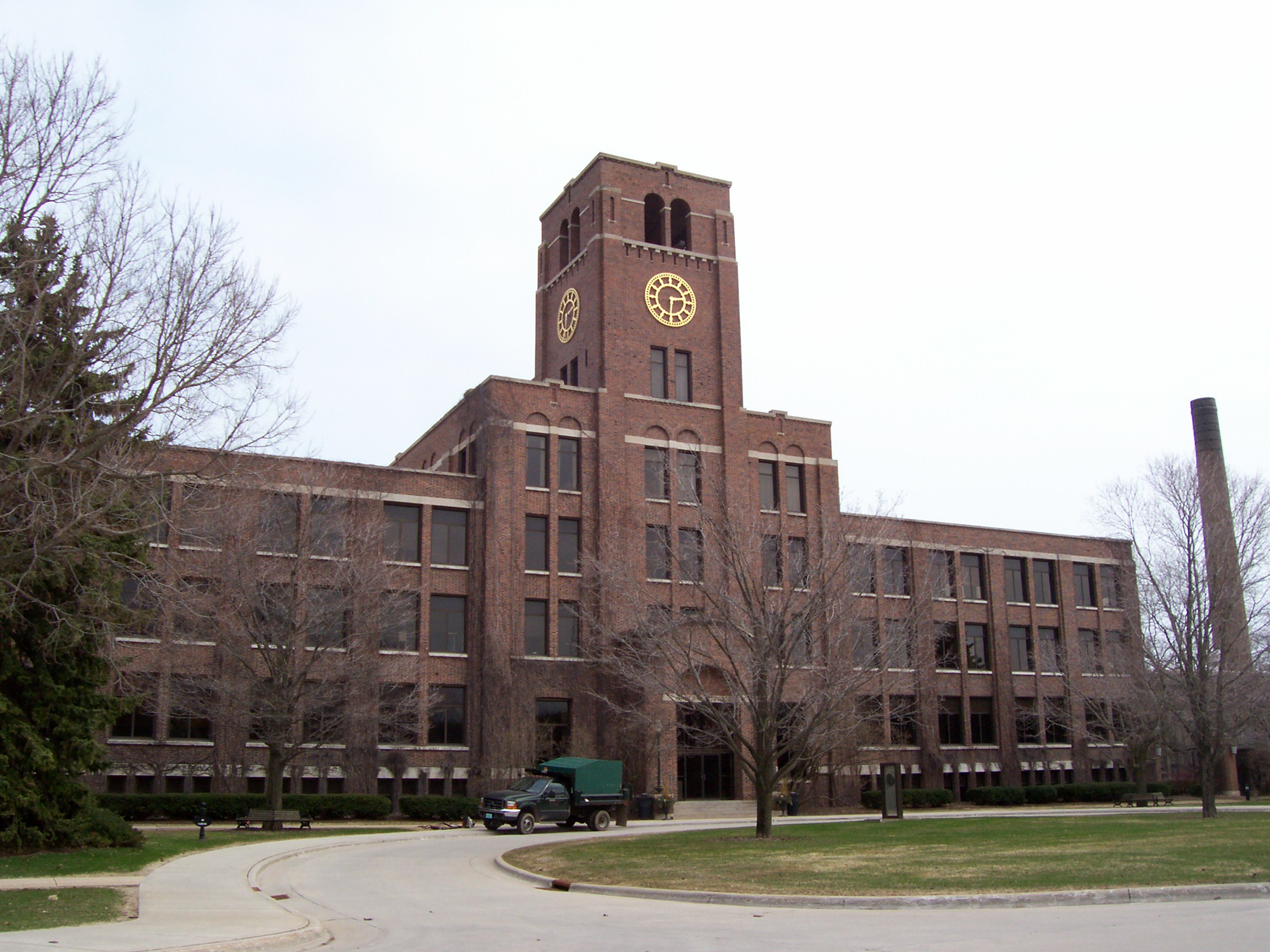
Denkmalgeschütztes Verwaltungsgebäude der Kohler Company

## Weiterer Lebenslauf
Nach dem Ende seiner Gouverneurszeit blieb Kohler zunächst politisch aktiv. Bei den republikanischen Gouverneursvorwahlen des Jahres 1932 konnte er La Follette schlagen und die Nominierung seiner Partei erlangen. Bei den eigentlichen Wahlen aber unterlag er dem Demokraten Albert G. Schmedeman, der im nationalen Trend im Zusammenhang mit dem Wahlsieg von Präsident Franklin D. Roosevelt auch Wisconsin für die Demokraten gewinnen konnte.
Danach zog sich Kohler aus der Politik zurück. Er befasste sich aber weiterhin mit seinen unternehmerischen Tätigkeiten. Im Juli 1934 kam es in den Kohlerwerken zu einem bundesweit Aufsehen erregenden gewalttätigen Streik. Die Arbeiterschaft versuchte sich gewerkschaftlich zu organisieren, was auf den entschiedenen Widerstand des Managements, mit Kohler an der Spitze, stieß. Bei den folgenden Auseinandersetzungen kamen zwei Personen ums Leben und 47 wurden verletzt. Im Vorfeld der Präsidentschaftswahlen des Jahres 1936 war Kohler als möglicher Kandidat der Republikaner im Gespräch. Die ständigen Unruhen in den Kohlerwerken sorgten aber dafür, dass er keine Chance für eine Nominierung seiner Partei hatte. Walter Kohler starb im April 1940. Er war mit Charlotte H. Schroeder verheiratet, mit der er vier Kinder hatte. Sein Sohn Walter Kohler junior war zwischen 1951 und 1957 ebenfalls Gouverneur von Wisconsin.
Die Kohler Range und der Kohler-Gletscher in der Antarktis tragen seinen Namen.